# Isabel Hecker
Isabel Hecker (* 1979 in Heidelberg) ist eine deutsche Fernseh- und Hörfunkjournalistin und Fernseh-Moderatorin.

## Leben
Nach der Schulausbildung und dem Abitur im badischen Ort Walldorf studierte Isabel Hecker an der Uni Köln Theater-, Film- und Fernsehwissenschaften, Soziologie und Psychologie und schloss dieses Studium im August 2004 ab.
Es folgten zahlreiche Praktika in der Werbe- und der Fernsehbranche, bevor Hecker dann über die Stationen als studentische Hilfskraft und als Produktionsassistentin bei Lilipuz und der Bärenbude, zwei Formaten des WDR-5-Kinderhörfunks, der redaktionelle Einstieg gelang.
Isabel Hecker hat mittlerweile ein Volontariat bei der WDR mediagroup licensing GmbH abgeschlossen und arbeitet als freie Autorin für Lilipuz und den WDR-Kinderwebchannel KIRAKA. Den größten Bekanntheitsgrad erlangte sie durch ihre Arbeit als Moderatorin des ARD-Wissensmagazins Kopfball. Dabei ging sie von April 2006 bis zum Absetzen der Sendung 2015 als Teil eines mittlerweile sechsköpfigen Moderatoren-Teams regelmäßig am Samstagmorgen in der ARD Alltagsphänomenen auf den Grund.
| Personendaten    | Personendaten                                                     |
| ---------------- | ----------------------------------------------------------------- |
| NAME             | Hecker, Isabel                                                    |
| KURZBESCHREIBUNG | deutsche Fernseh- und Hörfunkjournalistin und Fernseh-Moderatorin |
| GEBURTSDATUM     | 1979                                                              |
| GEBURTSORT       | Heidelberg                                                        |